# Rościszewko
Rościszewko (niem. Gut Klein Roschau, kaszb. Ròscëszewkò) – osada (do 31 grudnia 2014 przysiółek wsi Sobowidz) w Polsce położona w województwie pomorskim, w powiecie gdańskim, w gminie Trąbki Wielkie.
W latach 1975–1998 miejscowość położona była w województwie gdańskim.
Wieś wchodzi w skład w sołectwa Sobowidz.